# Storbritanniens MotoGP 2005
Storbritanniens MotoGP 2005 kördes den 14 juli på Donington Park.

## MotoGP

### Slutresultat
| Plats | Förare            | Märke     | Grid | Kvaltid  |
| ----- | ----------------- | --------- | ---- | -------- |
| 1     | Valentino Rossi   | Yamaha    | 1    | 1.27,897 |
| 2     | Kenny Roberts Jr. | Suzuki    | 16   | 1.30,260 |
| 3     | Alex Barros       | Honda     | 4    | 1.28,394 |
| 4     | Colin Edwards     | Yamaha    | 6    | 1.28,656 |
| 5     | Carlos Checa      | Ducati    | 13   | 1.29,816 |
| 6     | Loris Capirossi   | Ducati    | 11   | 1.29,731 |
| 7     | Makoto Tamada     | Honda     | 9    | 1.28,976 |
| 8     | Alex Hofmann      | Kawasaki  | 15   | 1.30,151 |
| 9     | Toni Elías        | Honda     | 17   | 1.30,342 |
| 10    | Roberto Rolfo     | Ducati    | 19   | 1.31,180 |
| 11    | John Hopkins      | Suzuki    | 10   | 1.29,231 |
| 12    | Franco Battaini   | Blata     | 21   | 1.32,684 |
| 13    | James Ellison     | Blata     | 20   | 1.31,791 |
| 14    | Shane Byrne       | Proton KR | 18   | 1.31,026 |
| 15    | Sete Gibernau     | Honda     | 2    | 1.28,182 |
| 16    | Shinya Nakano     | Kawasaki  | 12   | 1.29,742 |
| 17    | Max Biaggi        | Honda     | 8    | 1.28,726 |
| 18    | Marco Melandri    | Honda     | 3    | 1.28,295 |
| 19    | Troy Bayliss      | Honda     | 7    | 1.28,720 |
| 20    | Nicky Hayden      | Honda     | 5    | 1.28,415 |
| 21    | Rubén Xaus        | Yamaha    | 14   | 1.29,890 |

Franco Battaini, Shane Byrne, Sete Gibernau och Shinya Nakano tog sig inte i mål, och fick därför inga poäng.